# Овсянка (приток Большого Иргиза)
Овсянка — река в России, протекает по Пестравскому району Самарской области. Устье реки находится в 476 км по правому берегу реки Большой Иргиз. Длина реки составляет 22 км. Площадь водосборного бассейна — 219 км².

## Данные водного реестра
По данным государственного водного реестра России относится к Нижневолжскому бассейновому округу, водохозяйственный участок реки — Большой Иргиз от истока до Сулакского гидроузла. Речной бассейн реки — Волга от верхнего Куйбышевского водохранилища до впадения в Каспий.
Код объекта в государственном водном реестре — 11010001612112100009711.